# نیم‌کره‌های زمین
نیم‌کره‌های زمین (ἡμισφαίριον hēmisphairion) در علوم نقشه‌نگاری و جغرافیا تقسیم جهان دو نیم‌کره گفته می‌شود.
رایج‌ترین تقسیم‌بندی‌ها با نشانگر طولی و عرضی صورت می‌گیرد.
- شمال-جنوب
  - نیم‌کره شمالی، نیمی که شمال خط استوا می‌باشد.
  - نیم‌کره جنوبی، نیم که جنوب خط استوا می‌باشد.
- شرق-غرب
  - نیم‌کره شرقی، نیمی که شرق نصف‌النهار مبدأ و غرب نصف‌النهار ۱۸۰ درجه می‌باشد.
  - نیم‌کره غربی، نیمی که غرب نصف‌النهار مبدأ و شرق نصف‌النهار ۱۸۰ درجه می‌باشد.